# イーストラザフォード
イーストラザフォード（East Rutherford）は、アメリカ合衆国ニュージャージー州のバーゲン郡にある町（ボロ）。人口は1万0022人（2020年）。マンハッタンの北西約16kmに位置する。ニューヨーク郊外のベッドタウンとして発展している。

## 歴史
1889年4月17日、ニュージャージー州法でそれまでのユニオン・タウンシップ（Union Township）が分割され、イーストラザフォードの町の前身となるボイリング・スプリングス・タウンシップ（Boiling Springs Township）が創設された。タウンシップ名は近隣の泉にちなんでつけられた。1893年5月23日、ボイリング・スプリングス・タウンシップは解体され、イーストラザフォードの町が創設された。町名と町政形態が改められたが、町域には変更はなかった。

## 地理
イーストラザフォードは北緯40度49分49秒 西経74度5分49秒 / 北緯40.83028度 西経74.09694度（40.830158, -74.097079）に位置している。
アメリカ合衆国統計局によると、イースト・ラザフォードは総面積10.7km²（4.2mi²）である。このうち9.9km²（3.8mi²）が陸地で0.9km²（0.3mi²）が水域である。総面積の8.19%が水域となっている。
町の東にはニュージャージー・メドウランズと呼ばれる、ハドソン川西岸の湿地帯が広がっている。ニューヨークのマンハッタン島は、ニュージャージー・メドウランズとハドソン川を挟んで対岸に位置している。

## 名所
イーストラザフォードはメドウランズ・スポーツ・コンプレックス（メットライフ・スポーツ・コンプレックス）の所在地として知られている。メドウランズ・スポーツ・コンプレックスはその敷地内にアイゾッド・センターやメットライフ・スタジアム、メドウランズ競馬場を抱える総合スポーツ施設である。
アイゾッド・センターはかつてコンチネンタル・エアラインズ・アリーナという名称を持ち、かつてはNBAのニュージャージー・ネッツ、NHLのニュージャージー・デビルスの本拠地でもあった。
メットライフ・スタジアムはNFLのニューヨーク・ジャイアンツとニューヨーク・ジェッツの2チームが本拠地とするスタジアム。2009年までは同じ敷地内にジャイアンツ・スタジアムがあり、こちらも両チームが同居していた他、NASLのニューヨーク・コスモス、MLSのニューヨーク・レッドブルズの本拠地でもあった。また、USFLのニュージャージー・ジェネラルズが本拠地を置いた(2022年-2023年)。
メドウランズ・スポーツ・コンプレックスの施設はカレッジ・スポーツにも用いられている。シートンホール大学のバスケットボールチームはアイゾット・センターを本拠にしている。1983年から2002年までは、開幕戦にあたるキックオフ・クラシック（Kickoff Classic）がジャイアンツ・スタジアムで行われていた。

## 交通
イーストラザフォードの南西に隣接するラザフォードにニュージャージー・トランジットが運営する近郊電車バーゲン・カウンティ線のラザフォード駅がある。2009年には同駅の手前で分岐するパスカック・バレー線からさらに分岐する形でメドウランズ支線メドウランズ駅（メドウランズ・スポーツ・コンプレックス駅）が開業した。この電車はアムトラックのマンハッタンやニューアークにも駅を持っている。これら大きい都市の駅にはアムトラックの北東回廊を走る中長距離列車も停車する。
ニュージャージー・トランジットは近郊電車のほかに路線バスも運営しており、ラザフォードから4系統がマンハッタン島内のポート・オーソリティ・バスターミナルへ通じている。
ニューヨーク都市圏は3つの規模の大きい空港を持っているが、このうちイーストラザフォードから最も便利に利用できるのはニューアーク国際空港である。同空港はユナイテッド航空のハブ空港であり、全米、ヨーロッパ各国、さらには日本の成田国際空港からも直行便がある。また、前述ニュージャージー・トランジットの近郊電車も同空港に駅を有しており、イーストラザフォードやニューヨークへのアクセスも便利である。

## 人口動勢
以下は2000年国勢調査による人口統計データである。
| 基礎データ - 人口: 8,716人 - 世帯数: 3,644世帯 - 家族数: 2,157家族 - 人口密度: 883.3人/km²（2,289.1人/mi²） - 住居数: 3,771軒 - 住居密度: 382.1軒/km²（990.4軒/mi²） 人種別人口密度 - 白人: 79.68% - アフリカン・アメリカン: 3.72% - ネイティブ・アメリカン: 0.11% - アジア人: 10.69% - 太平洋諸島系: 0.05% - その他の人種: 3.21% - 混血: 2.54% - ヒスパニック・ラテン系: 10.65% 年齢別人口密度 - 18歳未満: 19.4% - 18-24歳: 7.1% - 25-44歳: 36.5% - 45-64歳: 22.7% - 65歳以上: 14.3% - 年齢の中央値: 38歳 - 性比（女性100人あたり男性の人口） - 総人口: 94.8 - 18歳以上: 93.8 | 世帯と家族（対世帯数） - 18歳未満の子供がいる: 25.2% - 結婚・同居している夫婦: 44.4% - 未婚・離婚・死別女性が世帯主: 10.8% - 非家族世帯: 40.8% - 単身世帯: 33.4% - 65歳以上の老人1人暮らし: 11.6% - 平均構成人数 - 世帯: 2.35人 - 家族: 3.05人 収入と家計 - 収入の中央値 - 世帯: 50,163米ドル - 家族: 59,583米ドル - 性別 - 男性: 40,798米ドル - 女性: 36,047米ドル - 人口1人あたり収入: 28,072米ドル - 貧困線以下 - 対人口: 9.6% - 対家族数: 7.4% - 18歳未満: 10.1% - 65歳以上: 11.6% |

## 参照
1. ↑  2005 New Jersey Legislative District Data Book, Rutgers University Edward J. Bloustein School of Planning and Public Policy, April 2005, p. 165.
2. ↑  U.S. Geological Survey Geographic Names Information System: East Rutherford, Geographic Names Information System, accessed April 16, 2007.
3. ↑  “CENSUS QUICK FACTS”. 2023年7月15日閲覧。
4. ↑   American FactFinder, United States Census Bureau 2008年1月31日閲覧。
5. ↑  A Cure for the Common Codes:  New Jersey, Missouri Census Data Center. Accessed July 14, 2008.
6. ↑   US Board on Geographic Names, United States Geological Survey, (2007-10-25) 2008年1月31日閲覧。
7. ↑  New Jersey Resident Population by Municipality: 1930 - 1990, Workforce New Jersey Public Information Network. Accessed March 1, 2007.
8. ↑  , Bergen County Census Data. Accessed December 23, 2007.